# Bodenturnen

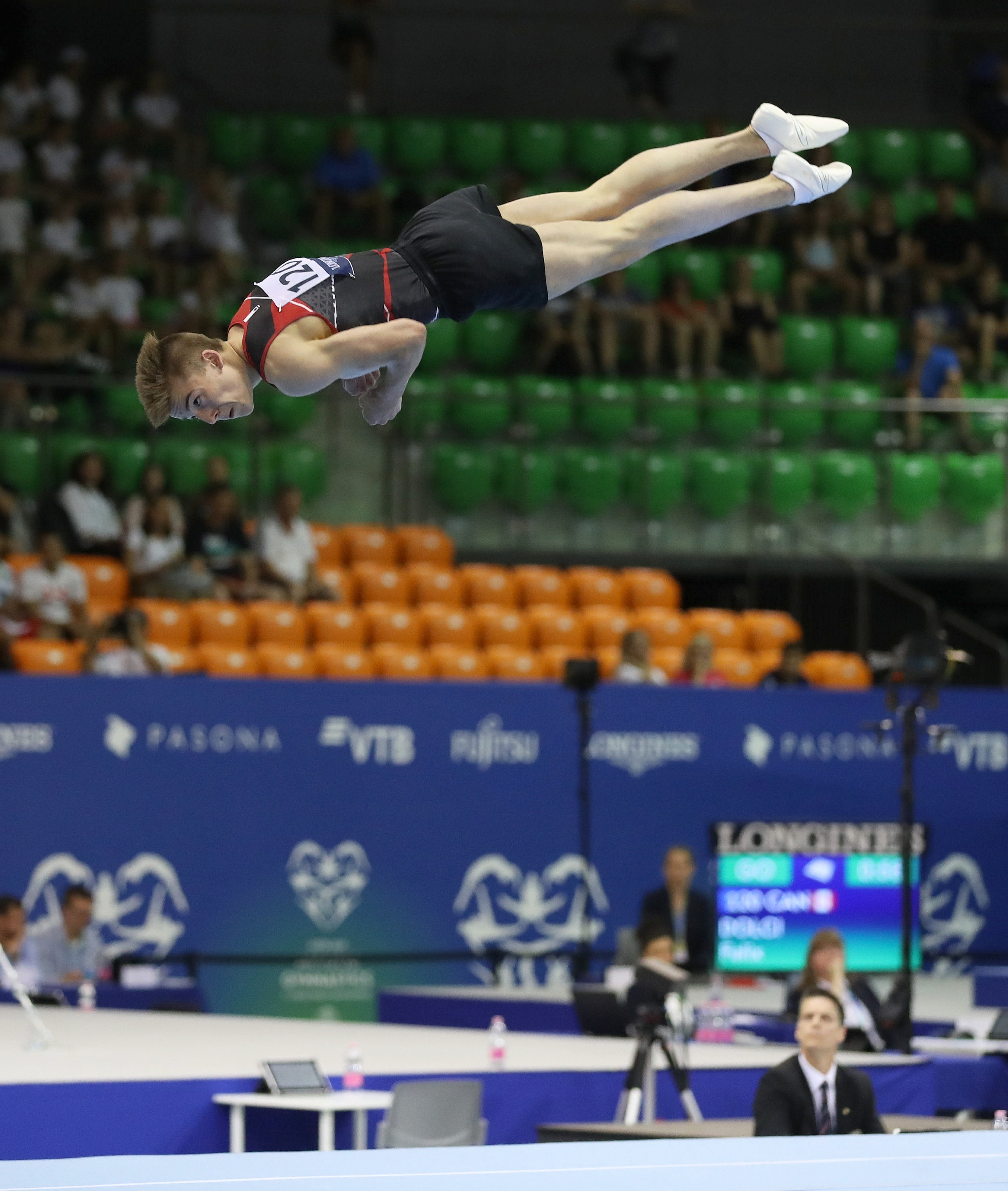
Turner beim Bodenturnen

Bodenturnen ist eine Turndisziplin aus Turnübungen aus dem Stand oder aus dem Anlauf. Bodenturnen grenzt sich damit zu anderen Disziplinen an Geräten wie Pferd oder Barren ab. Anfänglich waren die Übungen auf einem normalen Hallenboden auszuführen. Beim klassischen Inhalt im Schul- und Breitensport kommt heute eine durch Anreihung von Bodenmatten entstehende Bahn oder seltener eine schwere, von Kindern kaum zu handhabende Rollmatte zum Einsatz. Hier ist ein Bewegungsablauf nur in einer oder entgegengesetzter Richtung möglich. Im fortgeschrittenen Leistungsbereich und Wettkampfsport, häufig als Kunstturnen bezeichnet, ist diese Richtung beliebig. Die Wettkampffläche ist hier 12 m × 12 m groß und kann ebenfalls durch Auslegen mit Matten erreicht werden. Eine aufwändige Variante besteht aus einer leicht federnden Unterkonstruktion mit darauf liegenden Deckläufern. Sie ist bei Wettkämpfen oder nur in wenigen Turnhallen und dann vorzugsweise im Daueraufbau zu finden.
Während der Kür muss die gesamte Fläche beturnt werden, und zwar vor allem mit  akrobatischen Elementen, also Überschlägen oder Salti (vorwärts und rückwärts), von denen keines mehr als einmal wiederholt werden darf. Wird während der Übung die weiße Außenmarkierung auf der Bodenfläche übertreten, gibt es Punktabzug. Bei den Männern muss auch ein Gleichgewichtselement (z. B. Standwaage) enthalten sein. Die Frauen müssen hingegen auch gymnastische Sprünge und Drehungen zeigen. Die Übung als Kombination von akrobatischen Reihen, Verbindungsteilen und  gymnastischen Elementen muss in einem harmonischen Rhythmus als Wechsel von schnellen und langsamen Passagen geturnt werden. Eine Bodenkür darf zwischen 50 und 90 Sekunden dauern.
Noch in den 1970er-Jahren zählte ein Doppelsalto zu den schwierigsten Elementen des Bodenturnens. 1987 zeigte der Russe Valeri Ljukin in einem Wettkampf den seitdem nach ihm benannten Dreifachsalto rückwärts (gehockt), der im männlichen Bereich noch immer zu den Höchstschwierigkeiten zählt (G-Element). In den Bodenübungen heutiger Eliteturner werden Doppelsalti rückwärts mit bis zu drei Längsachsendrehungen gezeigt.

## Wettkampffläche
Die Größenangaben wurden von der Fédération Internationale de Gymnastique (FIG) Apparatus Norms festgelegt. Die Abmessungen sind für die weiblichen Sportlerinnen die gleichen wie für die männlichen Sportler.
- Aufführungsfläche:  1200 cm × 1200 cm ± 3 cm
- Diagonalen: 1697 cm ± 5 cm
- Rand: 100 cm
- Sicherheitszone: 200 cm

## Inklusion
Turnen (Special Olympics) ist eine Sportart, die auf den Regeln für das Boden- und Geräteturnen beruht und in Wettbewerben und Trainingseinheiten der Organisation Special Olympics weltweit für geistig und mehrfach behinderte Menschen angeboten wird. Turnen ist seit 1972 bei Special Olympics World Games vertreten und seit 2020 auch bei Special Olympics Deutschland als offizielle Sportart anerkannt.

## Olympiasieger im Bodenturnen

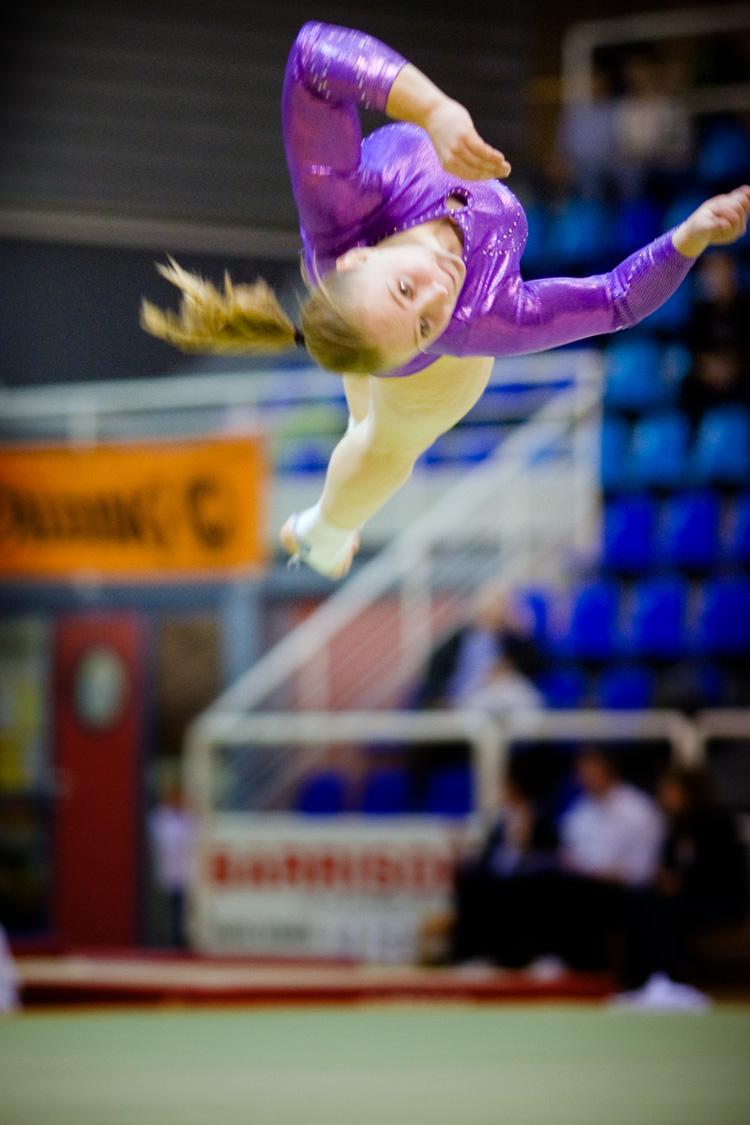
Akrobatisches Element am Boden

### Männer
- 1932:  István Pelle
- 1936:  Georges Miez
- 1948:  Ferenc Pataki
- 1952:  Karl William Thoresson
- 1956:  Walentin Muratow
- 1960:  Nobuyuki Aihara
- 1964:  Franco Menichelli
- 1968:  Sawao Katō
- 1972:  Nikolai Andrianow
- 1976:  Nikolai Andrianow
- 1980:  Roland Brückner
- 1984:  Li Ning
- 1988:  Sergei Charkow
- 1992:  Li Xiaoshuang
- 1996:  Ioannis Melissanidis
- 2000:  Igors Vihrovs
- 2004:  Kyle Shewfelt
- 2008:  Zou Kai
- 2012:  Zou Kai
- 2016:  Max Whitlock
- 2020:  Artem Dolgopyat
- 2024:  Carlos Yulo

### Frauen
- 1952:  Ágnes Keleti
- 1956:  Ágnes Keleti
- 1960:  Larissa Latynina
- 1964:  Larissa Latynina
- 1968:  Věra Čáslavská und  Larissa Petrik
- 1972:  Olga Korbut
- 1976:  Nelli Kim
- 1980:  Nadia Comăneci und  Nelli Kim
- 1984:  Ecaterina Szabó
- 1988:  Daniela Silivaș
- 1992:  Lavinia Miloșovici
- 1996:  Lilija Podkopajewa
- 2000:  Jelena Samolodtschikowa
- 2004:  Cătălina Ponor
- 2008:  Sandra Izbașa
- 2012:  Alexandra Raisman
- 2016:  Simone Biles
- 2020:  Jade Carey
- 2024:  Rebeca Andrade